# Damien Leone
Damien Leone (nascido em 29 de janeiro de 1982) é um diretor de cinema, roteirista e produtor de cinema americano conhecido por escrever e dirigir All Hallows' Eve (2013), Terrifier (2016) e Terrifier 2 (2022), cada um dos quais apresentando seu personagem Art, o Palhaço. Ele está atualmente trabalhando em Terrifier 3 (2024).

## Carreira
Em 2016, Terrifier foi lançado. Entre outros créditos, Leone escreveu e dirigiu o filme, que acabou se tornando um filme cult e pelo qual foi indicado ao Fangoria Chainsaw Award de Melhor Efeito de Maquiagem. Em 2022, Leone voltou para a sequência, Terrifier 2, que foi recebido favoravelmente pela crítica e foi um sucesso de bilheteria, arrecadando mais de US$ 15 milhões com um orçamento de US$ 250 mil. Leone foi novamente indicado ao Fangoria Chainsaw Award de Melhor Efeito de Maquiagem, por seu trabalho em Terrifier 2, que ele ganhou mais tarde.
Mais tarde foi anunciado que Leone estava trabalhando em Terrifier 3 e no próximo filme, Stream.

## Filmografia
| Ano  | Filme                      | Diretor | Escritor | Produtor | Editor | Maquiagem/Efeitos Especiais | Notas                                               |
| ---- | -------------------------- | ------- | -------- | -------- | ------ | --------------------------- | --------------------------------------------------- |
| 2008 | The 9th Circle             | Sim     | Sim      | Sim      | Não    | Sim                         | Curta-metragem, primeira aparição de Art, o Palhaço |
| 2011 | Terrifier                  | Sim     | Sim      | Sim      | Sim    | Sim                         | Curta-metragem                                      |
| 2013 | All Hallows' Eve           | Sim     | Sim      | Sim      | Sim    | Sim                         | Filme antológico                                    |
| 2015 | Frankenstein vs. The Mummy | Sim     | Sim      | Não      | Sim    | Sim                         |                                                     |
| 2015 | All Hallows' Eve 2         | Não     | Não      | Sim      | Não    | Não                         | Filme antológico                                    |
| 2016 | Terrifier                  | Sim     | Sim      | Sim      | Sim    | Sim                         |                                                     |
| 2022 | Terrifier 2                | Sim     | Sim      | Sim      | Sim    | Sim                         |                                                     |
| 2024 | Stream                     | Não     | Não      | Não      | Não    | Sim                         |                                                     |
| 2024 | Terrifier 3                | Sim     | Sim      | Sim      | Sim    | Sim                         |                                                     |

## Prêmios e indicações
| Ano  | Associações                                              | Categoria                  | Nomeações   | Resultado |
| ---- | -------------------------------------------------------- | -------------------------- | ----------- | --------- |
| 2019 | Fangoria Chainsaw Awards                                 | Melhor Efeito de Maquiagem | Terrifier   | Indicado  |
| 2022 | Greater Western New York Film Critics Association Awards | Diretor inovador           | Terrifier 2 | Indicado  |
| 2023 | Fangoria Chainsaw Awards                                 | Melhor Efeito de Maquiagem | Terrifier 2 | Venceu    |